# Muraltia ericifolia
Muraltia ericifolia är en jungfrulinsväxtart som beskrevs av Dc.. Muraltia ericifolia ingår i släktet Muraltia och familjen jungfrulinsväxter. Inga underarter finns listade i Catalogue of Life.